# Shin Chan: El petit samurai
Shin Chan: El petit samurai (クレヨンしんちゃん 嵐を呼ぶ アッパレ!戦国大合戦, Crayon Shin Chan: Arashi wo yobu - Appare! Sengooku Daikassen) és una pel·lícula d'anime estrenada l'any 2002. És la desena pel·lícula basada en la popular comèdia de manga i anime de la sèrie Shin-chan. Va ser estrenat als cinemes japonesos el 10 de març de 2002. És l'última pel·lícula de la sèrie en utilitzar l'animació tradicional,  i l'última en ser escrita i dirigida per Keiichi Hara, director i animador freqüent de la sèrie.
La pel·lícula va ser produïda per Shin-Ei Animation, l'estudi d'animació de la sèrie per televisió. La seva única projecció als Estats Units va ser el 26 d'abril de 2014 a l'Ambaixada del Japó, en japonès i amb subtítols en anglès com a Crayon Shin Chan: Bravo! Samurai Battle! Va ser llançada com a Crayon Shinchan The Movie: Battle in the Daimyo Era amb subtítols en anglès en VCD i DVD per PMP Entertainment.
L'any 2009 es va estrenar una pel·lícula japonesa en live-action basada en aquesta anomenada Ballad (BALLAD 名もなき恋のうた).

## Repartiment
- Akiko Yajima - Shinnosuke Nohara
- Keiji Fujiwara - Hiroshi Nohara
- Miki Narahashi - Misae Nohara
- Satomi Kōrogi - Himawari Nohara
- Mari Mashiba - Toru Kazama i Shiro
- Tamao Hayashi - Nene Sakurada
- Teiyū Ichiryūsai - Masao Sato
- Chie Satō - Bo Suzuki
- Yusaku Yara - Yoshitoshi Matabe Ijiri
- Ai Kobayashi - Ren Kasuga
- Michio Hazama - Yasutsuna
- Chikao Ōtsuka - Yorihisa
- Kazuhiro Yamaji - Takatora Ōkurai
- Kenichi Ogata - Niemon
- Noriko Uemura - Osato
- Keiko Yamamoto - Yoshino
- Hiroyuki Miyasako (Ameagari Kesshitai ) - Hikozo
- Tōru Hotohara (Ameagari Kesshitai) - Gisuke
- Rokurō Naya - Tadatsugu
- Tesshō Genda - Hayato
- Hidenari Ugaki - Gonbe Sakuma
- Fumihiko Tachiki - Naotaka Magara Tarozaemon

## Recepció
De totes les franquícies d'anime de llarga durada (El detectiu Conan, Doraemon, One Piece, Dragon Ball, Pokémon, etc.), és l'única pel·lícula d'anime que ha guanyat el Gran Premi d'Animació en el Festival d'Arts del Japó, fins i tot dins de la sèrie Shin Chan.
L'escriptor Kazuki Nakashima, conegut per Tengen Toppa Gurren-Lagann també va elogiar aquesta pel·lícula, fins i tot qualificant-la com a d'obra mestra.

## Elogis
| Premis | Premis                              | Premis                       | Premis                  | Premis    |
| Any    | Premi                               | Categoria                    | Destinataris i nominats | Resultat  |
| ------ | ----------------------------------- | ---------------------------- | ----------------------- | --------- |
| 2002   | Festival d'Arts Multimèdia del Japó | Premis d'Animació            |                         | Guanyador |
| 2002   | Animació Kobe                       | Premi individual             | Keiichi Hara            | Guanyador |
| 2002   | Premi de cinema Mainichi            | Millor pel·lícula d'animació |                         | Guanyador |
| 2003   | Premi d'Anime de Tòquio             | Millor director              | Keiichi Hara            | Guanyador |
| 2003   | Premi d'Anime de Tòquio             | Llargmetratge nacional       |                         | Nominat   |